# Egyjátékos mód
Az egyjátékos mód, ismert angol kifejezéssel single-player mode (röviden: SP) olyan játékot vagy játékmódot jelent a videójátékokban, amikor az emberi játékos a gép ellen játszik, a játékprogram által adott és változtatott szituációk jelentik a megoldandó problémát. A fogalom ellenpárja a többjátékos mód (multiplayer mode, rövidítve MP), amikor legalább két, de általában több emberi játékos egymás ellen vagy egymást segítve játszik.
A fogalom nem összekeverendő - bár nem is független - az egyszemélyes játék (angolul single-player game), illetve többszemélyes játék fogalmával, ahol is az „egyszemélyes” jelző olyan (nem feltétlenül videoképernyő alapú) játékokat is jelent, melyet szándéka, tervezése szerint egyszerre csak egyetlen játékos használhat. A két fogalmat azért szükséges különválasztani, mert a modern videójátékok többsége az „egyszemélyes” - „többszemélyes” fogalompárral már nem írható le egyértelműen; közülük számtalan a beállításoktól, választástól függően egyetlenegy játékost is kiszolgálhat (SP mód), más esetben viszont ugyanez a játék egyszerre többet is (lásd a példákat). Ez különösen a személyi számítógépek elterjedése óta van így.

## Történeti visszatekintés
Sok játék (nem feltétlenül videójáték) céljánál, tervezésénél, szabályainál fogva nem alkalmas arra, hogy több játékos használja egyszerre. Ilyen például a Tetris (eredeti változata) vagy a pasziánsz kártyajáték. Érdekes, hogy az első, még nem PC alapú és nem is mindig tömeggyártású videójátékok, mint pl. a NIMRODE NIM (1951) vagy Claude Shannon sakkja, illetve az 1958-as Tennis for Two, kétszemélyes játékok voltak, csakúgy, mint az első igazán népszerű (arcade alapú) videójáték, a Pong.
Az első kereskedelmi forgalomban is kapható, még nem PC-re készült videójáték az Atari cég későbbi alapítói, Nolan Bushnell és Ted Dabney által készített arcade, a Computer Space (1971) volt. Az egy játékos a gép ellen, két játékos egymással versengve gyűjthetett pontokat (aszerint, hogy hány ellenséges repülő csészealjat lőttek ki saját űrhajójukkal). így alighanem ez az első videójáték, amely esetében már beszélhetünk SP és MP üzemmódokról.
A nyolcvanas években a személyi számítógépek elterjedése még csak kezdeti fázisában volt (az IBM PC csak 1981-ben jelent meg, de ára miatt még sokáig luxuscikknek számított), a videójáték-ipar elsősorban konzolokra (és persze a játéktermi automatákra) épült. A konzoljátékok nagy részét a Computer Space-hez hasonlóan egyedül, vagy ketten lehet játszani.
Az egyszemélyes játékok igazából csak a PC megjelenésével együtt jöttek létre. A konzoljátékok számítógépekre írt változatai általában egyszemélyesek voltak, mert a számítógéphálózatok még nem terjedtek el. 1978-ban megjelentek az első multiplayer játékok, vagyis a MUD-ok. Az 1990-es évek elején megjelentek a helyi hálózatokon játszható játékok, mint például a Doom. A kétezres években megjelent egy új fogalom: a masszívan sokszemélyes játékok (legismertebb a WoW, az olyan PC-s játék, aminek már nincs is

## A fogalom további árnyalása
Az SP és MP módok a PC esetében a gyakorlatban elsősorban abban különböznek, hogy az SP-hez nem kell géphálózatot használni, azonban a több játékos külön-külön helyeken lévő gépeit akár helyi hálózattal, akár az internettel, össze kell kötni. Persze ez csak gyakori, de nem feltétlenül meghatározó kritérium. Vannak olyan játékok, melyek esetében nemcsak a hálózaton játszható multiplayer pályákkal tud több játékos játszani, de két együttműködő játékos SP módban is egyszerre, egyidőben, egymással interakcióban használhatja ugyanazt a játékot és ugyanazt a pályát. Ilyen például az Unreal első személyű lövöldözős játék, ahol lehetőség van egy „egyéni” küldetést közösen, kooperálva végigvinni (coop game). Ebből a példából az is látható, hogy az SP kifejezés egyáltalán nem jelenti azt, hogy feltétlenül csak egy emberi játékos lehet a játékban.
A legtöbb sikeres egyjátékos játék az érdekes játékbéli történetének, lenyűgöző grafikájának, valós nem-játékos karaktereinek és ellenfeleinek köszönheti sikerét, csak úgy, mint a Doom vagy a Half-Life. A kisebb sikeres játékok a könnyű tapasztalatszerzés és olcsóságuk miatt sikeresek (mivel sokszor ingyenesek).